# Henrik Eiben
Henrik Eiben (* 1975 in Tokio) ist ein deutscher Zeichner, Maler und Bildhauer.

## Leben und Werk
Henrik Eiben wurde als Sohn deutscher Eltern in Japan geboren. Er studierte von 1997 bis 2002 an der AKI in Enschede und absolvierte 2001 ein Auslandssemester am Maryland Institute College of Art in Baltimore. Von 2002 bis 2004 setzte er sein Studium an der Staatlichen Akademie der Bildenden Künste Karlsruhe bei Silvia Bächli fort.
Henrik Eiben schafft durch variationsreiche Verwendung und Kombinationen verschiedener Stoffe mit anderen Materialien Werke, die unsere gewohnten Wahrnehmungsschemata in Frage stellen.

## Ausstellungen (Auswahl)

### Einzelausstellungen
- 2008 Loft Rock, Kunstverein Buchholz, Buchholz[4]
- 2014: The way of folding: Gesellschaft für Kunst und Gestaltung, Bonn (zusammen mit Barbara Rosengarth)
- 2015: Double Trouble, Neuer Kunstverein Gießen, Gießen
- 2016: Lush Life, Nikolaus Ruzicska, Salzburg[5]
- 2016 Running on Sunshine, Galerie Christian Lethert, Köln[6]
- 2018: Kunstraum Potsdam c/o Waschhaus, Potsdam
- 2019 Boo‘d up, Galerie Christian Lethert, Köln[7]
- 2022 Penumbral, Galerie Christian Lethert, Köln[8]
- 2025 On The Brink Of Surface, Galerie Christian Lethert, Köln[9]

### Gruppenausstellungen
- 2005 Sichtvermerk, Kunsthalle Palazzo, Liestal/Basel, Switzerland[10]
- 2008: Wir nennen es Hamburg, Kunstverein in Hamburg, Hamburg
- 2009 Schichtwechsel, Kunstverein Potsdam, Potsdam[11]

- 2011: Nach Strich und Faden, Kunstverein Kunsthaus Potsdam, Potsdam
- 2011 10 Jahre – 62 Ausstellungen, Kunstverein Buchholz, Buchholz[12]
- 2014: Leben mit der Kunst –Teil 2 (Ausstellung der Sammlung Weishaupt), Kunsthalle Weishaupt, Ulm
- 2015 An den Rändern der Zeichnung, Neuer Kunstverein Gießen, Gießen
- 2017: Künstlerräume, Weserburg Museum für moderne Kunst, Bremen[13]
- 2018: Ausgang offen – Neues aus der Sammlung, Kunsthalle Weishaupt, Ulm
- 2019: 1919–2019, Werke aus der Sammlung Marli Hoppe-Ritter, Museum Ritter, Waldenbuch
- 2019: So wie wir sind 1.0, Weserburg, Bremen
- 2020: Myriam Holme, Çiğdem Aky, Henrik Eiben, Sophie Bouvier Ausländer, Bernhard Knaus Fine Art, Frankfurt[14]
- 2022: Reine Formsache. Konstruktiv-konkrete Kunst aus der Sammlung, Kunsthalle Weishaupt, Ulm
- 2023 Homo Ludens – Über das Spiel der Kunst, Woods Art Institute, Hamburg
- 2024 Anything But Flat! Von der Fläche in den Raum, Kunsthalle Weishaupt, Ulm